# Allopocockia rotundata
Allopocockia rotundata är en mångfotingart som beskrevs av Kraus 1954. Allopocockia rotundata ingår i släktet Allopocockia och familjen Allopocockiidae. Inga underarter finns listade i Catalogue of Life.